# Quercus greggii
Quercus greggii är en bokväxtart som först beskrevs av A.Dc., och fick sitt nu gällande namn av William Trelease. Quercus greggii ingår i släktet ekar, och familjen bokväxter. Inga underarter finns listade.